# Gašper Markič
Gašper Markič (* 22. August 1986 in Kranj) ist ein ehemaliger slowenischer Skirennläufer. Seine stärksten Disziplinen waren die Abfahrt, der Super-G und die Kombination. Er wurde 2006 Vize-Juniorenweltmeister im Super-G und startete seit 2009 im Weltcup.

## Biografie
Markič bestritt im September 2001 seine ersten FIS-Rennen, im März 2003 kam er erstmals unter die besten zehn. Zwei Monate davor gelangen ihm beim European Youth Olympic Festival 2003 in Bled zwei Top-10-Plätze im Super-G und im Slalom. Im Februar 2004 nahm er in Maribor erstmals an Juniorenweltmeisterschaften teil. Sein bestes Ergebnis war der 18. Platz in der Abfahrt. Bei den Juniorenweltmeisterschaften 2005 in Bardonecchia blieb nach Ausfällen in der Abfahrt und im Slalom der 28. Platz im Riesenslalom sein bestes Resultat, aber bei den Juniorenweltmeisterschaften 2006 in Québec gewann er hinter dem Österreicher Michael Sablatnik die Silbermedaille im Super-G. Mit Platz acht in der Abfahrt gelang ihm ein weiteres Top-10-Resultat. Bei den slowenischen Juniorenmeisterschaften gewann er im selben Jahr mit zweiten Plätzen in der Abfahrt, im Slalom und im Riesenslalom den Titel in der Kombinationswertung.
Seine ersten Starts im Europacup hatte Markič bereits im März 2004, die ersten Punkte holte er jedoch erst am 4. Dezember 2008 mit Rang neun im Super-G auf der Reiteralm. Am 12. Februar 2009 gelang ihm mit dem zweiten Platz in der Abfahrt von Sarntal/Reinswald sein erster Podestplatz im Europacup. Sein Debüt im Weltcup gab der Slowene am 16. Januar 2009 in der Super-Kombination von Wengen, wo er jedoch in der Abfahrt ausfiel. Auch in seinem zweiten Weltcuprennen, der Super-Kombination in Sestriere, kam er nicht ins Ziel. Nach weiteren drei Weltcupabfahrten am Ende der Saison 2008/09 und am Beginn der Saison 2009/10, bei denen er zwar ins Ziel, aber nicht in die Punkteränge kam, holte er am 4. Dezember 2009 mit Platz 29 in der Super-Kombination von Beaver Creek seine ersten Weltcuppunkte. Danach konnte er wieder über ein Jahr lang nicht punkten, bis er am 29. Januar 2011 in der Abfahrt von Chamonix-Mont-Blanc überraschend auf den zwölften Platz fuhr. Zwei Wochen später belegte er den 30. Platz in der Abfahrt der Weltmeisterschaften 2011 in Garmisch-Partenkirchen.
Nach der Saison 2011/12 beendete Markič seine Karriere.

## Erfolge

### Weltmeisterschaften
- Garmisch-Partenkirchen 2011: 30. Abfahrt

### Juniorenweltmeisterschaften
- Maribor 2004: 18. Abfahrt, 36. Super-G, 49. Riesenslalom
- Bardonecchia 2005: 28. Riesenslalom, 38. Super-G
- Québec 2006: 2. Super-G, 8. Abfahrt, 15. Riesenslalom

### Weltcup
- 2 Platzierungen unter den besten 15

### Weltcupwertungen
| Saison  | Gesamt | Gesamt | Abfahrt | Abfahrt | Super-G | Super-G | Kombination | Kombination |
| Saison  | Platz  | Punkte | Platz   | Punkte  | Platz   | Punkte  | Platz       | Punkte      |
| ------- | ------ | ------ | ------- | ------- | ------- | ------- | ----------- | ----------- |
| 2009/10 | 152.   | 2      | –       | –       | -       | -       | 46.         | 2           |
| 2010/11 | 119.   | 22     | 39.     | 22      | -       | -       | –           | –           |
| 2011/12 | 108.   | 27     | -       | -       | 39.     | 27      | -           | -           |

### Europacup
- Saison 2010/11: 8. Super-G-Wertung
- 2 Podestplätze

### Weitere Erfolge
- Slowenischer Juniorenmeister in der Kombination 2006
- 2 Podestplätze im South American Cup
- 3 Siege in FIS-Rennen